# Фталевий ангідрид
Фта́левий ангідри́д — органічна сполука, ангідрид фталевої кислоти. Білі лускоподібні кристали. Його відносна молекулярна маса становить 148, температура плавлення — +130,8 °C, кипіння — +284,5 °C.
Важко розчиняється у холодній, добре — у гарячій воді, утворюючи фталеву кислоту. Пара і пил фталевого ангідриду викликають сильне подразнення слизових оболонок очей і верхніх дихальних шляхів. У разі дії фталевого ангідриду на шкіру виникають червоні плями, зрідка пухирі, що нагадують пухирі у разі опіків.

## Отримання
Фталевий ангідрид одержують каталітичним окислюванням нафталіну, а також о-ксилолу повітрям у газовій фазі.

## Застосування
Фталевий ангідрид — важливий вихідний продукт у виробництві різних похідних фталевої кислоти; складних ефірів, фталіміду, фталонітрилу, дибутилфталату й ін. Конденсацією фталевого ангідриду з фенолами одержують барвники (фталеїни), наприклад фенолфталеїн. Значна кількість фталевого ангідриду використовується у виробництві гліфталевих і пентафталевых смол, проміжних продуктів і барвників — похідних флуоресцеїну, родаміну й антрахінону; лікарських засобів, наприклад фталазолу й феніліну.